# 朗如乡
朗如乡，是中华人民共和国新疆维吾尔自治区和田地區和田县下辖的一个乡镇级行政单位。

## 行政区划
朗如乡下辖以下地区：
奥塔克赛依村、普吉村、艾吉赛村、迫普那村、塔提力克苏村、刀孜亚村、朗如村、阔尕其巴什村、亚甫恰力克村、其干力克村、排孜瓦提村、奴遂村、米提孜村、普夏村和铁热克阿勒迪村。
其闊尕其巴什村又名庫尕其比西村，
刀孜亞村又名达吾孜亚村，
普吉村又名普基亚村，
普夏村又名普夏达里亚村。